# Bourda
Bourda, tên chính thức là Georgetown Cricket Club Ground, là một sân vận động cricket ở Georgetown, Guyana. Sân được sử dụng bởi đội tuyển cricket quốc gia Guyana cho các trận đấu với các quốc gia khác ở Caribe cũng như một số trận đấu test của Tây Ấn. Đây là một trong hai sân vận động cricket ở lục địa Nam Mỹ và được bao quanh bởi một con hào để ngăn lũ và thoát nước.